# Walther Kunze (Bauingenieur)
Walther Kunze (* 5. Februar 1890 in Leipzig; † 22. August 1952 in Waldheim) war ein deutscher Bauingenieur.

## Leben
Walther Kunze war der Sohn des Kaufmanns Ernst Ad. Kunze. Er besuchte das Realgymnasium Leipzig und studierte von 1909 bis 1914 an der TH Dresden. Während seines Studiums wurde er 1909 Mitglied der Burschenschaft Cheruscia Dresden. Danach war er als Regierungsbauführer der sächsischen Straßen- und Wasserbauverwaltung in Meißen, Leipzig, Döbeln, Chemnitz und Dresden tätig. Mit der Dissertation Über die Bestimmung von Eisenbetonquerschnitten bei exzentrischen Druckkräften promovierte er 1916 in Dresden. 1918 legte er die Prüfung als Regierungsbaumeister erfolgreich ab. 1920 habilitierte er sich. Er wurde außerordentlicher Professor an der TH Dresden.
Von 1926 bis 1931 war er Vorsteher des Staatlichen Neubauamtes für die Muldenverlegung in Glauchau. Anschließend ging er als Wasserbausachverständiger in die Türkei, wo er für die dortige Regierung tätig wurde. Zum 1. April 1933 trat er in die NSDAP ein (Mitgliedsnummer 1.480.914). In Ankara übernahm er die Ortsleitung der Partei.
1946 wurde Kunze in Chemnitz festgenommen und im sowjetischen Speziallager Buchenwald inhaftiert. 1950 wurde er an DDR-Behörden übergeben, 1952 starb er im Zuchthaus Waldheim.